# بیماری کرابه
بیماری کرابه (به انگلیسی: Krabbe disese) که لکودیستروفی سلول گلوبوئید و همچنین لیپیدوز گالاکتوزیل سرامید نیز خوانده می‌شود، نوعی بیماری ذخیره‌ای لیزوزومی است.

## علائم بالینی

### نوع کلاسیک یا با بروز زودرس
- زمان تولد و دوره نوزادی: طبیعی.
- دوره شیرخوارگی: بیمار بین۳ تا ۶ ماهگی اغلب تحریک پذیری، حملات گریه کردن یا جیغ کشیدن بدون دلیل واضح دارد. سپس دژنرسانس عصبی سریعاً پیشرونده با رژیدیتی عضلات رخ می‌دهد. دست‌های بیمار مشت شده و پاها در وضعیت اکستانسیون هستند. گاهی بیمار از زمان تولد سفتی اندام‌ها با تحریک پذیری و اسپاسم عضلانی را نشان می‌دهد. ممکن است استفراغ یک علامت زودرس باشد. این بیماران به صدا، نور یا لمس بسیار حساس بوده و با این محرکات دچار رژیدیتی شده و شروع به جیغ زدن می‌کنند. تب بدون توضیح یا تشنج، عقب ماندگی یا پس رفت تکامل روانی حرکتی به‌طور زودرس ممکن است مشاهده شود. بیمار رژیدیتی و اپیستوتونوس دارد و اندام‌های فوقانی او در وضعیت خم شده و اندام‌های تحتانی در همه مفاصل در وضعیت اکستانسیون و نزدیک به محور بدن قرار دارند. کاهش رفلکس‌های تاندونی، بدتر شدن سریع ضعیت ذهنی و حرکتی، پاسخ آهسته مردمک‌ها به نور و رنگ پریدگی خفیف دیسک بینایی هم دیده می‌شوند. اغلب کوچکی سر و گاهی بزرگی آن یا هیدروسفالی روی می‌دهد. اشکالات استخوانی یا بزرگی کبد و طحال وجود ندارد. در بین ۹ تا ۱۲ ماهگی دچار کری، شلی یا وضعیت دکورتیکه است، تماسش را با محیط اطراف از دست می‌دهد و نیاز به تغذیه با لوله بینی-معدی دارد. آسیب اعصاب محیطی به صورت کاهش سرعت هدایت عصبی و ناپدید شدن احتمالی رفلکس زانو بروز می‌کند. مرگ بیمار حول و حوش ۲ سالگی روی می‌دهد.

### نوع غیر کلاسیک یا با بروز دیررس
این نوع اغلب موارد حدود ۱۰ سالگی تظاهر می‌کند و در موارد کمی بین سنین ۱۰ تا ۲۰ سالگی بروز می‌کند. تظاهرات و پیشرفت بیماری در این نوع کمی از بیماری کلاسیک متفاوت است و مرگ حدود ۲ تا ۳ سال پس از تظاهر اولیه رخ می‌دهد. در گروه دیگری که بین ۳ تا ۸ سالگی بروز می‌کند، پیشرفت بیماری آهسته است و در دوره پیگیری ۷ ساله هیچکدام از بیماران نمرده‌اند. تأخیر تکاملی، تشنج، ضعف یکطرفه اندام‌ها یا عدم تعادل در برخی از این بیماران دیده شده‌است. در نوع بزرگسالی، تظاهر بیماری بین 10 تا ۳۵ سالگی است و با ضعف اسپاستیک و پیشرونده اندام‌های تحتانی یا آسیب اعصاب محیطی و در سایرین با دمانس مشخص می‌شود. در این نوع، پروتئین مایع مغزی نخاعی طبیعی یا فقط کمی بالاست.

## نقص آنزیم
نقص در آنزیم بتا گالاکتوسربروزیداز.

## توارث ژنتیکی
اتوزوم مغلوب.

## میزان بروز
در سوئد ۱٫۹ مورد در هر صد هزار تولد زنده و در ژاپن یک مورد در ۱۰۰-۲۰۰ هزار تولد زنده.

## روش تشخیص
- بررسی آنزیم: در فیبروبلاستها و گلبول‌های سفید.
- مایع مغزی نخاعی: افزایش پروتئین.

## درمان
در برخی از بیماران با تظاهر دیررس، تثبیت علائم بیماری با پیوند سلول‌های بنیادی خونساز انجام شده‌است.

## آزمون تشخیص قبل از تولد
بررسی آنزیم در آمنیوسیتهای کشت شده یا نمونه پرز کوریونی.